# Взломщик (фильм, 1987)
«Взло́мщик» — советский художественный фильм 1987 года, полнометражный дебют режиссёра Валерия Огородникова.

## Сюжет
Братья, старший Костя и младший Семён, вместе с отцом-одиночкой проживают в маленькой коммунальной квартире, иногда появляется «подруга» отца. Костя увлекается рок-музыкой, которая является для него образом жизни, как и для немалой части молодежи того времени. Отец уделяет мало времени сыновьям, и между братьями вырастает настоящая дружба. И когда Костя попадает в очень сложную ситуацию, его брат идёт на всё, чтобы помочь ему.

## В фильме снимались
- Олег Елыкомов — Семён
- Константин Кинчев — Костя
- Юрий Цапник — Юрий Викторович, отец Кости и Семёна
- Светлана Гайтан — подруга отца
- Полина Петренко — Ангелина
- Михаил Парфёнов — руководитель духового оркестра
- Пётр Семак — Хохмач
- Олег Гаркуша — Олег
- Владимир Дятлов — работник ДК

## В эпизодах
- Р. Аббасов
- Светлана Булыненкова — исполнительница песни "Горница"
- Теймур Гасан-Заде
- Евгений Гитис
- С. Данилов
- А. Евгеньев
- Вера Журавлева — тётя Вера, соседка
- В. Иванов
- Анатолий Колебанов
- Юрий Кацук
- А. Ключников
- А. Ковалёв
- Олег Ковалов
- А. Ковязин
- Владимир Коляда
- П. Кондратенко
- В. Луговой
- К. Медведев
- Александр Милютин
- Николай Некрасов
- Андрей Панов — сожитель Хохмача
- Александр Пархимович
- Екатерина Петренко
- Алексей Рахов
- Сергей Рогожин — певец группы "АукцЫон"
- Пётр Самойлов — музыкант
- Э. Самородский
- В. Севастьянов
- И. Семёнов
- Борис Соколов — муж тети Веры
- Эверт Соостер — исполнитель, поет песню "Мой кадиллак"
- Леонид Федоров — музыкант группы "АукцЫон"
- Глеб Челищев
- Алексей Четвертков
- М. Шадрин
- Татьяна Шаркова — следователь

## Съёмочная группа
- Автор сценария: Валерий Приёмыхов
- Режиссёр: Валерий Огородников
- Оператор: Валерий Миронов
- Композитор: Виктор Кисин
- Звукорежиссер: Алиакпер Гасан-заде
- Художник: Виктор Иванов

## Рок-группы, звучащие в фильме
| - «Алиса» - «АукцЫон» - «АВИА» | - «Буратино» - «Кофе» - «Присутствие» |

| №  | Исполнитель                                  | Название композиции        | Автор(ы) музыки     | Автор(ы) текста  |
| -- | -------------------------------------------- | -------------------------- | ------------------- | ---------------- |
| 01 | Духовой оркестр спецшколы №1 п/у М.Парфёнова | Лебединое озеро (фрагмент) | Пётр Чайковский     |                  |
| 02 | Разные исполнители                           | Музыкальное прослушивание  |                     |                  |
| 03 | Benkő László                                 | Jaguár                     |                     |                  |
| 04 | Benkő László                                 | Atlantisz (фрагмент)       |                     |                  |
| 05 | Benkő László                                 | Impromptu (фрагмент)       |                     |                  |
| 06 | Кофе                                         | Ломаные пляски             |                     |                  |
| 07 | АлисА                                        | Мы вместе                  |                     |                  |
| 08 | Константин Кинчев                            | У истоков голубой реки     |                     |                  |
| 09 | Glenn Miller Orchestra                       | Chattanooga Choo Choo      | Гарри Уоррен        | Мак Гордон       |
| 10 | Stanley Black and his Orchestra              | El Choclo (Tango)          | Ángel Villoldo      |                  |
| 11 | Духовой оркестр спецшколы №1 п/у М.Парфёнова | Фрагмент марша             |                     |                  |
| 12 | Валентина Удре и группа «Телескоп»           | Музыкальный конструктор    | Валерий Севастьянов | Алексей Римицан  |
| 13 | Присутствие                                  | Осенний блюз               |                     |                  |
| 14 | АукцЫон                                      | Книга учёта жизни          |                     |                  |
| 15 | АлисА                                        | Земля                      |                     |                  |
| 16 | АлисА                                        | Воздух                     |                     |                  |
| 17 | АлисА                                        | Моё поколение              |                     |                  |
| 18 | The Peanuts                                  | Koi No Bakansu             | Хироси Миягава      | Токико Иватани   |
| 19 | Тамара Миансарова                            | Чёрный кот                 | Юрий Саульский      | Михаил Танич     |
| 20 | Robertino Loretti                            | Turna a Surriento          | Эрнесто де Куртис   |                  |
| 21 | Духовой оркестр спецшколы №1 п/у М.Парфёнова | Венская кровь (фрагмент)   | Иоганн Штраус       |                  |
| 22 | София Ротару                                 | Родной край                | Николай Мозговой    | Николай Мозговой |
| 23 | Владимир Макаров                             | Последняя электричка       | Давид Тухманов      | Михаил Ножкин    |
| 24 | Светлана Исаева                              | В горнице моей светло      | Александр Морозов   | Николай Рубцов   |

## Награды[1]
- 15 место в кинопрокате 1987 года — 14,3 млн зрителей
- Приз ФИПРЕССИ на Венецианском кинофестивале (1987)
- Приз польской кинокритики им. В. Вишневского на МКФ молодых кинематографистов соц. стран в Кошалине (1987)
- Приз жюри МКФ в Сингапуре (1987)
- Приз им. Д. Асановой и приз журнала «Аврора» на КФ «Молодое кино Ленинграда» (1987)
- Специальный приз жюри МКФ в Лионе (1988)
- Константин Кинчев получил звание «Лучший актёр года» на международном кинофестивале в Софии[2].